# ألان أوسوليفان
ألان أوسوليفان (بالإنجليزية: Alan O'Sullivan)‏ هو لاعب كرة القدم الغالية أيرلندي، ولد في 1987 في كيلارني ‏ في جمهورية أيرلندا.